# William Phillips (economista)
Alban William Housego "AW" "Bill" Phillips, MBE (18 de novembro de 1914 - 4 de março de 1975) foi um economista neozelandês que passou a maior parte de sua carreira acadêmica como professor de economia na London School of Economics (LSE). Ele inventou a curva de Phillips da economia em 1958. Ele também projetou e construiu o computador de economia hidráulica MONIAC em 1949.

## Juventude
Phillips nasceu em Te Rehunga, perto de Dannevirke, Nova Zelândia, filho de Harold Housego Phillips, um fazendeiro de laticínios, e sua esposa, Edith Webber, uma professora e chefe dos correios. Uma aptidão mecânica começou a surgir em tenra idade: aos quinze anos, Bill aprendeu a consertar um motor de veículo motorizado, a instalar fiação elétrica em um galpão, a construir rádios e a criar uma forma rudimentar de cinematografia.
Ele deixou a Nova Zelândia antes de terminar a escola para trabalhar na Austrália em uma variedade de empregos, incluindo caçador de crocodilos e gerente de cinema. Em 1938, foi para o Reino Unido onde estudou engenharia elétrica.

## Segunda Guerra Mundial
Com a eclosão da Segunda Guerra Mundial, Phillips se juntou à Força Aérea Real e foi enviado para Cingapura. Quando Singapura caiu, ele escapou no navio de transporte de tropas Empire State, que foi atacado antes de chegar em segurança a Java. Durante o ataque, Phillips improvisou uma montagem de metralhadora que lhe permitiu disparar contra o inimigo.
Quando Java também foi invadida, Phillips foi capturado pelos japoneses e passou três anos e meio internado em um campo de prisioneiros de guerra nas então Índias Orientais Holandesas (Indonésia). Durante este período, ele aprendeu chinês com outros prisioneiros, consertou e miniaturizou um rádio secreto e construiu uma caldeira secreta para chá, que conectou ao sistema de iluminação do campo. Sir Edward 'Weary' Dunlop explicou que o rádio de Phillips mantinha o moral do campo e que, se fosse descoberto, Phillips teria enfrentado tortura ou até mesmo a morte. Laurens van der Post, que estava em cativeiro com Phillips, descreveu-o como "uma das pessoas mais singularmente contidas que conheci, quieto, verdadeiro e sem qualquer traço de exibicionismo".
Em 1946, ele foi nomeado Membro da Ordem do Império Britânico (MBE) por seu serviço de guerra, em particular por seu desenvolvimento de um sistema que permitiu que os aviões de caça Brewster Buffalo disparassem através da hélice.

## Carreira em economia

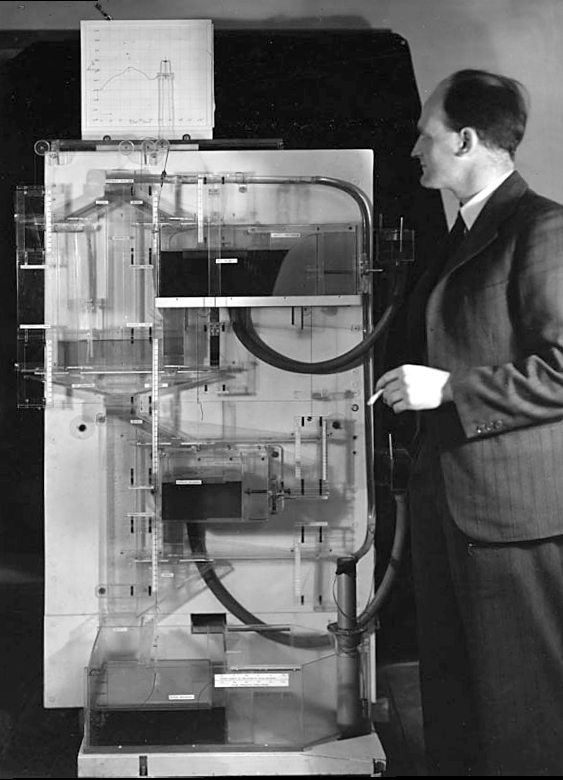
Phillips com seu computador MONIAC

Após a guerra, Phillips mudou-se para Londres e começou a estudar sociologia na London School of Economics (LSE), devido ao seu fascínio pela capacidade dos prisioneiros de guerra de se organizarem. Mas ele ficou entediado com a sociologia e desenvolveu um interesse pela teoria keynesiana, então mudou seu curso para economia e em onze anos era professor de economia.

### MONIAC
Enquanto estudante na LSE, Phillips usou sua formação como engenheiro para desenvolver o MONIAC ('Monetary National Income Analogue Computer'), um computador analógico que usava a hidráulica para modelar o funcionamento da economia britânica. O projeto foi muito bem recebido e logo Phillips recebeu uma oferta para lecionar na LSE. Ele passou de professor assistente em 1951 para professor em 1958.

### Curva de Phillips
Enquanto estava na LSE, o trabalho de Phillips se concentrou em dados britânicos e observou que, em anos em que a taxa de desemprego era alta, os salários tendiam a se manter estáveis ou possivelmente cair. Por outro lado, quando o desemprego era baixo, os salários aumentavam rapidamente. Este tipo de padrão já tinha sido notado anteriormente por Irving Fisher, mas, com base na intuição de Phillip de que “quando a procura de mão-de-obra é elevada e há muito poucos desempregados, deveríamos esperar que os empregadores aumentassem os salários muito rapidamente” e que as empresas aumentariam os preços como resultado, ele publicou o seu próprio artigo em 1958 sobre a relação entre a inflação e o desemprego, uma relação que ficou conhecida como a curva de Phillips.
Logo após a publicação do artigo de Phillips, a ideia de que havia uma compensação entre uma economia forte e uma inflação baixa cativou a imaginação de economistas acadêmicos e formuladores de políticas. Paul Samuelson e Robert Solow escreveram um artigo influente descrevendo as possibilidades sugeridas pela curva de Phillips no contexto dos Estados Unidos. O que as pessoas consideram como a curva de Phillips mudou substancialmente ao longo do tempo, mas continua a ser uma característica importante da análise macroeconómica das flutuações económicas, com o seu artigo sobre a inflação salarial e o desemprego a tornar-se o título de macroeconomia mais citado do século XX.
Ele retornou à Austrália em 1967 para um cargo na Universidade Nacional da Austrália. Em 1969, os efeitos das privações da guerra e do tabagismo o afetaram e ele sofreu um derrame, o que o levou a se aposentar precocemente e retornar a Auckland, na Nova Zelândia, onde lecionou na Universidade de Auckland. Ele morreu em Auckland em 4 de março de 1975.

## Links externos
- Catálogo dos documentos de Phillips na Divisão de Arquivos da London School of Economics
- Programa da BBC Radio 4 sobre Bill Phillips, primeira transmissão em fevereiro de 2013